# Acronicta heitzmani
Acronicta heitzmani là một loài bướm đêm trong họ Noctuidae.